# غوستاف فريدريك هولم
غوستاف فريدريك هولم (بالألمانية: Gustav Frederik Holm)‏ هو مستكشف ألماني، ولد في 6 أغسطس 1849 في كوبنهاغن في الدنمارك، وتوفي بنفس المكان في 13 مارس 1940.